# Torre Hıdırlık
A Torre Hıdırlık (em turco: Hıdırlık Kulesi) é uma torre situada na cidade de Antália, no sul da Turquia, junto ao parque Karaalioglu e a Kaleiçi, o centro histórico, no local onde as antigas muralhas da cidade encontram as muralhas da costa.
Supõe-se que foi construída no século II d.C., quando a Antália fazia parte do Império Romano. Inicialmente com planta quadrada, foi depois transformada numa torre circular no mesmo século em que foi construída.[carece de fontes?] Até há pouco tempo pensava-se que seria um monumento público, mas estudos recentes sugerem que teria sido construída como um mausoléu em honra dum senador romano e da sua família. Desde então serviu como fortificação ou farol.[carece de fontes?]
A estrutura, com 14 metros de altura, consiste numa torre circular erguida sobe um pedestal quadrado. O portão, situado no lado oriental, dá acesso a uma pequena sala onde se encontra uma escadaria estreita. Na parte superior há sinais de restauros levados a cabo durante os períodos seljúcida e otomano.[carece de fontes?] O monumento é por vezes usado como teatro.